# Cossypha anomala
Cossypha anomala là một loài chim trong họ Muscicapidae.